# Kalanchoe beauverdii
Kalanchoe beauverdii és una espècie de planta suculenta del gènere Kalanchoe, que pertany a la família Crassulaceae.

## Descripció
És una planta suculenta trepadora, arbust xeròfil, completament glabra.
Les tiges són esveltes, febles, procumbents, enfiladisses amb suport, prolíficament ramificades, llenyoses i filoses a sota, de diversos metres de llargada.
Fulles amb nombrosos propàguls que cauen fàcilment, molt gruixudes, suculentes, sèssils a subsèssils o poc peciolades, de color verd, més o menys ratllades de porpra, generalment pruïnoses amb cera, de forma i mida molt variables, lineals, estretament espatulades, hastades, ovades a oblongues, de vegades trilobades-hastades, de 1,5 a 11 cm de llarg i de 0,3 a 4 cm d'ample, punta aguda, base lleugerament amplexicaule, marges sencers o amb algunes dents minúscules al quart apical.
Les inflorescències són cims laxos de poques flors, pedicels de 0,6 a 4 cm.
Les flors són pèndules; calze groc-verd, amb una tonalitat porpra; tub d'1 - 10 x 12 mm de diàmetre; sèpals triangulars, aguts, de 7 a 13 mm de llarg i de 6,9 a 8,2 mm d'ample; corol·la campanulada, de color verd pàl·lid a gris-verd ratllat de vermell-porpra; tub de 11 a 33 mm; pètals ovats a subcirculars, aguts, de 12 a 17 mm de llar i de 8 a 19 mm d'ample.

## Distribució
Planta endèmica de Madagascar sud i sud-oest. Creix en boscos secs en diversos sòls, fins als 850 m d'altitud.

## Taxonomia
Kalanchoe beauverdii va ser descrita per Raymond-Hamet i publicada al Bulletin de l'Herbier Boissier, sér. 2, 7: 887–888. 1907.

### Etimologia
Kalanchoe: nom genèric que deriva de la paraula cantonesa "Kalan Chauhuy", 伽藍菜 que significa 'allò que cau i creix'.
beauverdii: epítet atorgat en honor del botànic suís Gustave Beauverd.

### Sinonímia
Kalanchoe beauverdii és una espècie extremadament variable. Aquesta variabilitat és la raó dels nombrosos sinònims:
- Bryophyllum beauverdii (Hamet) Berger (1930)
- Bryophyllum beauverdii var. parviflora  Boiteau & Mannoni (s.a.)
- Kalanchoe costantinii  Hamet (1907) / Bryophyllum costantinii  (Hamet) Berger (1930)
- Kalanchoe guignardii  Hamet & H.Perrier (1912) / Kalanchoe beauverdii var. guignardii  (Hamet & H.Perrier) Boiteau & Mannoni (1949)
- Kalanchoe juelii  Hamet & H.Perrier (1914) / Bryophyllum juelii  Hamet & H.Perrier) Berger (1930) / Kalanchoe beauverdii var. juelii  (Hamet & H.Perrier) Rauh & Hebding (1995)
- Kalanchoe scandens  H.Perrier (1928) / Bryophyllum scandens (H.Perrier) Berger (1930)
- Kalanchoe beauverdii var. parviflora  Boiteau & Mannoni (1949)
- Kalanchoe beauverdii var. typica  Boiteau & Mannoni (1949)